# Rindenblindheit

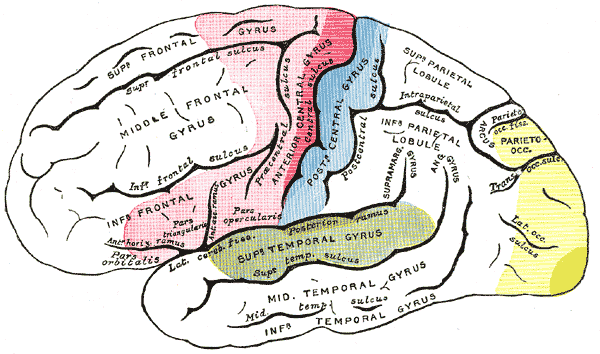
Das Sehzentrum ist gelb markiert. Der dunkelgelbe Bereich ist das Projektionsfeld des Sehens, das bei Rindenblindheit ausgefallen ist. Der hellgelbe Bereich ist das Assoziationsfeld des Sehens, das bei Seelenblindheit ausfällt.

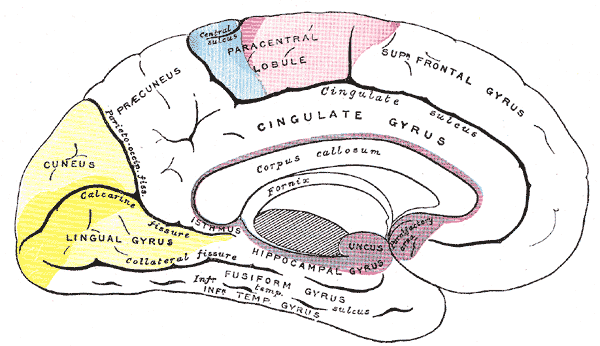
Der Sulcus calcarinus (Englisch: ”calcarine fissure”) ist eine horizontale Furche in der primären Sehrinde, die die Projektionen von oberem und unterem Gesichtsfeld trennt.

Rindenblindheit ist eine ältere neurologische Bezeichnung für eine Blindheit aufgrund eines teilweisen oder vollständigen Ausfalls der primären Sehrinde, also der kortikalen Area V1. Gebräuchlicher sind heute die spezifischeren Bezeichnungen für teilweise Ausfälle, Hemianopsie, Quadrantenanopsie und Skotome (siehe Anopsie). Da die primäre Sehrinde retinotop organisiert ist, äußern sich die Ausfälle im Fehlen bewusster Wahrnehmung in umschriebenen Bereichen des Gesichtsfeldes. Da die Gesichtsfelder des linken und rechten Auges auf die gleiche Hirnseite projizieren, sind die Ausfälle dabei homonym, d. h. sind für das linke und rechte Auge gleich.
Rindenblindheit ist von der Seelenblindheit (den visuellen Agnosien) zu unterscheiden, die zwar ebenfalls auf Läsionen der Großhirnrinde beruht, allerdings auf Schädigungen höherer visueller Areale, bei Intaktheit der primären Sehrinde. Bei einer verbleibenden Restfunktion visueller Informationsverarbeitung in Teilen des Gesichtsfeldes, spricht man vom Blindsehen. Die betroffenen Personen haben in diesen Gesichtsfeldbereichen keine bewussten Seheindrücke, da die Intaktheit der primären Sehrinde offenbar eine Voraussetzung dafür ist. Dennoch können sie auf dargebotene visuelle Reize sinnvoll reagieren und etwa deren Ort angeben, oder deren Farbe benennen. Differentialdiagnostisch abzugrenzen ist auch eine dissoziative Identitätsstörung, die Symptome einer Rindenblindheit, einschließlich der zugehörigen visuellen evozierten Potentiale, hervorrufen kann.